# Jelena Nikolić
Jelena Nikolić, född 13 april 1982 i Belgrad, är en serbisk volleybollspelare. Nikolić blev olympisk silvermedaljör i volleyboll vid sommarspelen 2016 i Rio de Janeiro.